# Коулінга (Каліфорнія)
Коулінга (англ. Coalinga) — місто (англ. city) в США, в окрузі Фресно штату Каліфорнія. Населення — 17 590 осіб (2020).

## Географія
Коулінга розташована за координатами 36°7′59″ пн. ш. 120°20′21″ зх. д. / 36.13306° пн. ш. 120.33917° зх. д. (36.133056, -120.339028).  За даними Бюро перепису населення США в 2010 році місто мало площу 15,93 км², з яких 15,85 км² — суходіл та 0,08 км² — водойми. В 2017 році площа становила 17,35 км², з яких 17,27 км² — суходіл та 0,08 км² — водойми.

## Демографія
Згідно з переписом 2010 року, у місті мешкало 13 380 осіб у 3896 домогосподарствах у складі 2882 родин. Густота населення становила 840 осіб/км².  Було 4344 помешкання (273/км²).
Расовий склад населення:
| - 57,8 % — білих - 4,1 % — чорних або афроамериканців - 3,0 % — азіатів - 1,3 % — корінних американців - 0,3 % — вихідців з тихоокеанських островів - 29,4 % — осіб інших рас |

До двох чи більше рас належало 4,1 %. Частка іспаномовних становила 53,5 % від усіх жителів.
За віковим діапазоном населення розподілялося таким чином: 28,1 % — особи молодші 18 років, 64,0 % — особи у віці 18—64 років, 7,9 % — особи у віці 65 років та старші. Медіана віку мешканця становила 31,9 року. На 100 осіб жіночої статі у місті припадало 123,1 чоловіків;  на 100 жінок у віці від 18 років та старших — 132,1 чоловіків також старших 18 років.
Середній дохід на одне домашнє господарство  становив 66 734 долари США (медіана — 51 860), а середній дохід на одну сім'ю — 67 532 долари (медіана — 58 936). Медіана доходів становила 52 299 доларів для чоловіків та 42 736 доларів для жінок. За межею бідності перебувало 23,2 % осіб, у тому числі 36,5 % дітей у віці до 18 років та 8,7 % осіб у віці 65 років та старших.
Цивільне працевлаштоване населення становило 5341 осіб. Основні галузі зайнятості: освіта, охорона здоров'я та соціальна допомога — 32,2 %, сільське господарство, лісництво, риболовля — 13,0 %, публічна адміністрація — 10,7 %, мистецтво, розваги та відпочинок — 8,8 %.